# Sacharovpriset
Sacharovpriset, formellt Sacharovpriset för tankefrihet, är ett pris som årligen delas ut av Europaparlamentet till personer eller organisationer som kämpar för mänskliga rättigheter och grundläggande friheter. Priset är uppkallat efter den ryska forskaren och dissidenten Andrej Sacharov, och innefattar en prissumma på 50 000 euro.
Det första priset delades ut i december 1988 gemensamt till Nelson Mandela och Anatolij Martjenko. År 1990 tilldelades Aung San Suu Kyi, som dock inte kunde motta priset förrän 2013 på grund av sin husarrest i Burma.  Priset har också delats ut till organisationer, den första var de argentinska mödrarna på Plaza de Mayo 1992. Fem Sakharov-pristagare har senare tilldelats Nobels fredspris: Nelson Mandela, Aung San Suu Kyi, Malala Yousafzai, Denis Mukwege och Nadia Murad.
Razan Zaitouneh (2011) kidnappades 2013 och saknas fortfarande. Nasrin Sotoudeh (2012) släpptes från fängelset i september 2013, men är fortfarande förhindrad att lämna Iran, tillsammans med 2012 års pristagare Jafar Panahi. 2017 delades priset ut till den demokratiska oppositionen i Venezuela, något som bojkottades av Gruppen Europeiska enade vänstern/Nordisk grön vänster (GUE/NGL-gruppen) i parlamentet.
På grund av smittskyddsåtgärder till följd av covid-19 blev ett antal evenemang relaterade till Sacharov-samfundet uppskjutna under 2020, bland annat Sacharovstipendiet, One World in Brussels, och Europeiska ungdomseventet.

## Nominerings- och urvalsprocessen
Den årliga nomineringsprocessen för Sacharovpriset inleds i juli varje år och pågår fram till september. Samtliga politiska grupper i Europaparlamentet har rätt att nominera var sin kandidat. Även grupper av minst 40 ledamöter har rätt att nominera. En enskild ledamot får dock bara ställa sig bakom en nominering. I september månad bedöms de inkomna nomineringarna av tre av parlamentets utskott: utskottet för utrikesfrågor (AFET), utskottet för utveckling (DEVE) och underutskottet för mänskliga rättigheter (DROI). AFET- och DROI-utskottet röstar fram en ”slutlista” bestående av tre finalister i oktober. Därefter utser talmanskonferensen, bestående av talmannen och gruppledarna för de politiska grupperna, den slutliga pristagaren. Prisutdelningen äger rum vid ett högtidligt plenarsammanträde i Strasbourg, Frankrike, i december månad.

## Lista över pristagare
| Posthumous award | Indikerar ett postumt pris |

| År   | Bild | Mottagare                                     | Land                 | Beskrivning | Referenser   |
| ---- | --- | --------------------------------------------- | -------------------- | --- | ------------ |
| 1988 | Mandela var den första vinnaren av priset, tillsammans med Anatolij Martjenko. | Nelson Mandela                                | Sydafrika            | "Nelson Mandela, en ikon i kampen mot rasism, ledde Sydafrikas historiska övergång från apartheid till en demokrati som var öppen för alla oavsett hudfärg, och verkade för lika möjligheter och fred för alla." | [ 13 ]       |
| 1988 | - | Anatolij Martjenko                            | Sovjetunionen        | "Den sovjetiske dissidenten Anatolij Martjenko, som avslöjade de fruktansvärda fängelseförhållandena för politiska fångar, nominerades av Andrej Sacharov själv." | [ 14 ]       |
| 1989 | Dubček 1989 | Alexander Dubček                              | Tjeckoslovakien      | "Som en av Pragvårens ledargestalter stred Alexander Dubček för demokratiska och ekonomiska reformer. Han fortsatte sin kamp för frihet, suveränitet och social rättvisa livet ut." | [ 15 ]       |
| 1990 | Suu Kyi 2013 | Aung San Suu Kyi                              | Burma                | "Den tidigare politiska fången Aung San Suu Kyi gick i spetsen för Myanmars demokratikamp mot landets militärdiktatur. Hon kunde inte personligen ta emot Sacharovpriset för tankefrihet förrän den 22 oktober 2013 – 23 år efter att hon tilldelats priset." | [ 5 ]        |
| 1991 | - | Adem Demaçi                                   | Jugoslavien          | "”Balkans Mandela” stod upp mot den serbiska regimens hårda förtryck och verkade för tolerans och etnisk försoning i Kosovo." | [ 16 ]       |
| 1992 | - | Mödrarna på Plaza de Mayo (De galna mödrarna) | Argentina            | "Mödrarna på Plaza de Mayo (Las Madres de Plaza de Mayo) ledde en fredlig motståndsrörelse mot militärdiktaturen och förtrycket i Argentina i protest mot försvinnandena och tortyren som drabbade politiska motståndare." | [ 17 ]       |
| 1993 | Loggan för Oslobođenje, 2019 | Oslobođenje                                   | Bosnien              | "Journalisterna på tidningen Oslobođenje i Sarajevo riskerade livet i kampen för att hålla samman sitt land och värna dess etniska mångfald under kriget i f.d. Jugoslavien." | [ 18 ]       |
| 1994 | Nasrin 2013 | Taslima Nasrin                                | Bangladesh           | "Författaren Taslima Nasrin, som tvingats i exil från Bangladesh och Bengalen för sina sekulära åsikters skull, bekämpar förtryck av kvinnor och motsätter sig alla former av religiös extremism." | [ 19 ]       |
| 1995 | Zana 2007 | Leyla Zana                                    | Turkiet              | "Leyla Zana var den första kurdiska kvinnan som valdes in i det turkiska parlamentet 1991, och hennes demokratikamp symboliserar det kurdiska folkets kamp för värdighet och mänskliga rättigheter." | [ 20 ]       |
| 1996 | Jingsheng 2010 | Wei Jingsheng                                 | Kina                 | "Som ledande företrädare för oppositionen mot den kinesiska regimen kritiserar Wei Jingsheng människorättskränkningar och kämpar för demokrati. Trots fängelse och exil har han inte låtit sig tystas." | [ 21 ]       |
| 1997 | Ghezali 2013 | Salima Ghezali                                | Algeriet             | "Salima Ghezali är chefredaktör för den kritiska tidningen La Nation och ordförande för Föreningen för kvinnors frigörelse. Hon arbetar för kvinnors rättigheter, demokrati och politisk dialog i Algeriet." | [ 22 ]       |
| 1998 | Rugova 2004 | Ibrahim Rugova                                | FR Jugoslavien       | "Kosovos förste president verkade outtröttligt för fredliga lösningar och dialog och vigde sitt liv åt etniska albaners fredliga motstånd mot det serbiska förtrycket." | [ 23 ]       |
| 1999 | Gusmão 2011 | Xanana Gusmão                                 | Östtimor             | "Xanana Gusmão ledde Östtimors kamp för frihet och självbestämmande och blev nationens förste president och sedermera även premiärminister." | [ 24 ]       |
| 2000 | - | ¡Basta Ya!                                    | Spanien              | "¡Basta Ya! (”Nu räcker det”) var en folkrörelse mot terrorism och politiskt våld i spanska Baskien." | [ 25 ]       |
| 2001 | Peled-Elhanan 2001 | Nurit Peled-Elhanan                           | Israel               | "Universitetsläraren och författaren Nurit Peled-Elhanan engagerar sig för att förändra det israeliska samhällets syn på Palestina. I sitt skrivande verkar hon för tolerans, mångfald och rätt till utbildning." | [ 26 ]       |
| 2001 | - | Izzat Ghazzawi                                | Palestina            | "Trots fängelsestraff, censur och förlusten av sin son verkade Izzat Ghazzawi modigt för fredlig dialog och partnerskap mellan israeler och palestinier." | [ 27 ]       |
| 2001 | Zacarias Kamwenho 2013 | Dom Zacarias Kamwenho                         | Angola               | "Den civile och religiöse ledaren Dom Zacarias Kamwenho inspirerade det angolanska folket att stå upp för sina rättigheter och spelade en avgörande roll i fredsprocessen som gjorde slut på inbördeskriget i landet." | [ 28 ]       |
| 2002 | - | Oswaldo Payá                                  | Kuba                 | "Som grundare av Varelaprojektet kämpade Oswaldo Payá för medborgerliga rättigheter, fria val, frigivning av politiska fångar och ekonomiska och sociala reformer i Kuba." | [ 29 ]       |
| 2003 | Annan 2012 | Kofi Annan                                    | Ghana                | "Som FN:s generalsekreterare fick Kofi Annan organisationen att knyta närmare band med civilsamhället i arbetet för fred, rättvisa och mänskliga rättigheter." | [ 30 ]       |
| 2003 | FN-flaggan sedan den skapades 1946 | Förenta nationerna                            | N/A (Internationell) | "Som FN:s generalsekreterare fick Kofi Annan organisationen att knyta närmare band med civilsamhället i arbetet för fred, rättvisa och mänskliga rättigheter." | [ 30 ]       |
| 2004 | - | Vitryska Journalistföreningen                 | Belarus              | "Vitryska journalistförbundet grundades 1995 för att skydda alla journalister som arbetar trots hot, trakasserier och förföljelse." | [ 31 ]       |
| 2005 | Medlemmar av Kvinnor i vitt demonstrerar i Havanna, Kuba, 2012 | Kvinnor i vitt                                | Kuba                 | "Trots ständigt förtryck ordnar Kvinnor i vitt (Damas de Blanco, eller bara ”Damas”) fredliga protestmarscher varje vecka med krav på demokrati och frigivning av politiska dissidenter i Kuba." | [ 32 ]       |
| 2005 | Reporters Without Borders loggan sedan 2012 | Reportrar utan gränser                        | N/A (Internationell) | "Den internationella frivilligorganisationen Reportrar utan gränser kämpar för informations och yttrandefrihet och stöder samtidigt förföljda journalister världen över." | [ 33 ]       |
| 2005 | Ibrahim 2018 | Hauwa Ibrahim                                 | Nigeria              | "Människorättsadvokaten Hauwa Ibrahim försvarar kvinnor och barn som döms i shariadomstolar i Nigeria. Hon förespråkar utbildning för flickor som grundvalen för ett fredligt samhälle." | [ 34 ]       |
| 2006 | Milinkevich 2009 | Aljaksandr Milinkevitj                        | Belarus              | "Som ledare för den demokratiska oppositionsrörelsen För frihet kritiserade Aljaksandr Milinkevitj den vitryska regimens brott mot demokrati och mänskliga rättigheter" | [ 35 ]       |
| 2007 | Osman 2013 | Salih Mahmoud Osman                           | Sudan                | "Den sudanesiske advokaten Salih Mahmoud Mohamed Osman försvarar dem som godtyckligt frihetsberövas, torteras och utsätts för övergrepp av myndigheterna, trots att han själv också varit frihetsberövad." | [ 36 ]       |
| 2008 | Hu Jia | Hu Jia                                        | Kina                 | "Med fara för sitt eget liv har aktivisten Hu Jia riktat världens blickar mot massakern på Himmelska fridens torg, aidsfrågor och människorättsbrott i Kina." | [ 37 ]       |
| 2009 | Monument till minne av offren av det politiska förtrycket i Sovjetunionen: en sten från Solovki koncentrationsläger installerad framför det tidigare KGB-högkvarteret vid Lubyanka-torget i Moskva den 30 oktober 1990. | Memorial                                      | Ryssland             | "Memorial, som grundades för att bevara minnet av massförtrycket under Stalin, förespråkar respekt för de mänskliga rättigheterna och skyddar offer för människorättsbrott i Ryssland och andra forna Sovjetrepubliker." | [ 38 ]       |
| 2010 | Fariñas 2014 | Guillermo Fariñas                             | Kuba                 | "Doktorn i psykologi, journalisten och den politiske dissidenten Guillermo Fariñas genomförde flera hungerstrejker för att få till stånd en fredlig politisk förändring och yttrandefrihet i Kuba." | [ 39 ]       |
| 2011 | Mahfouz 2011 | Asmaa Mahfouz                                 | Egypten              | "Asmaa Mahfouz inlägg på sociala medier, där hon uppmanade egyptierna att protestera fredligt för frihet, värdighet och mänskliga rättigheter, bidrog till att väcka den revolutionära rörelsen i Egypten." | [ 40 ]       |
| 2011 | al-Senussi 2011 | Ahmed al-Senussi                              | Libyen               | "Som motståndare till militärdiktaturens förtryck i Libyen förespråkar Ahmed El Senussi försoning för alla som enda vägen till fred och demokrati i landet." | [ 41 ]       |
| 2011 | Zaitouneh från ett okänt datum | Razan Zaitouneh                               | Syrien               | "Journalisten och advokaten Razan Zaitouneh påtalade människorättsbrott i Syrien. Hennes kamp för frihet och demokrati ledde till att hon kidnappades 2013." | [ 7 ]        |
| 2011 | Ferzat från Michael Netzers Portraits of the Creators Sketchbook, 2011 | Ali Farzat                                    | Syrien               | "Som politisk satiriker och skämttecknare flyttade Ali Ferzat fram yttrandefrihetens gränser i Syrien genom sitt arbete där han kritiserade regimen och de mycket fruktade säkerhetsstyrkorna." | [ 42 ]       |
| 2011 | - | Mohammed Bouazizi                             | Tunisien             | "Muhammad Bouazizi satte eld på sig själv i protest mot regeringens korruption och den utbredda arbetslösheten och kom på så sätt att inspirera Tunisiens jasminrevolution." | [ 43 ]       |
| 2012 | Panahi 2007 | Jafar Panahi                                  | Iran                 | "Den prisbelönte iranske filmaren Jafar Panahi blottlägger orättvisor och förtryck. Han förespråkar konstnärlig frihet och har fördömt dödsstraffet." | [ 9 ]        |
| 2012 | Sotoudeh 2012 | Nasrin Sotoudeh                               | Iran                 | "Den iranska människorättsadvokaten och aktivisten Nasrin Sotoudeh försvarar religiösa minoriteter, kvinnor, underåriga och personer som protesterar mot valfusk, dödsstraff och tortyr från regimens sida." | [ 8 ]        |
| 2013 | Yousafzai 2019 | Malala Yousafzai                              | Pakistan             | "Malala Yousafzai var bara elva år när hon startade sin kamp för flickors rätt till utbildning och mot talibansk extremism i Pakistan. Hon fortsatte att kämpa även efter att ha utsatts för ett mordförsök 2012." | [ 44 ]       |
| 2014 | Mukwege 2014 | Denis Mukwege                                 | Kongo-Kinshasa       | "Den kongolesiske läkaren Denis Mukwege har vigt sitt liv åt att ge upprättelse åt tiotusentals offer för våldtäkt och brutalt sexuellt våld och ännu många fler som lever under hotet om detta." | [ 45 ]       |
| 2015 | Badawi 2012 | Raif Badawi                                   | Saudiarabien         | "Den saudiske bloggaren dömdes till spöstraff och fängelse för att ha diskuterat liberala politiska idéer och religiösa frågor på nätet." | [ 46 ] [ b ] |
| 2016 | Murad 2016 | Nadia Murad                                   | Irak                 | "Nadia Murad och Lamiya Aji Bashar lyckades överleva som sexslavar hos Islamiska staten (IS). De har därefter blivit talespersoner för kvinnor vars liv trasats sönder av sexuellt våld och de kämpar för Iraks yazidiska folkgrupp." | [ 47 ]       |
| 2016 | Aji Bashar 2017 | Lamiya Aji Bashar                             | Irak                 | "Nadia Murad och Lamiya Aji Bashar lyckades överleva som sexslavar hos Islamiska staten (IS). De har därefter blivit talespersoner för kvinnor vars liv trasats sönder av sexuellt våld och de kämpar för Iraks yazidiska folkgrupp." | [ 47 ]       |
| 2017 | Möte i högsta domstolen den 28 mars 2017 för att fördöma uttalanden från Organization of American States som beskriver Venezuela som en diktatur.                                                                       | Demokratiska oppositionen i Venezuela         | Venezuela            | "År 2017 gick priset till den venezuelanska regeringens politiska motståndare, däribland nationalförsamlingen och alla politiska fångar, för deras aldrig sinande mod i strävan efter frihet och välstånd i Venezuela." | [ 48 ] [ c ] |
| 2018 | Sentsov 2018 | Oleg Sentsov                                  | Ukraina              | "Den ukrainske filmaren Oleg Sentsov fängslades i Ryssland och har blivit en inspirationskälla för alla förtryckta och en symbol för kampen för frigivning av politiska fångar i Ryssland och hela världen." | [ 49 ]       |
| 2019 | Tohti 2011 | Ilham Tohti                                   | Kina                 | "Ilham Tohti är professor i ekonomi och en förkämpe för den uiguriska minoriteten i Kina. Över en miljon uigurer sitter i interneringsläger i landet." | [ 50 ]       |
| 2020 | Tsikhanouskaya 2020 | Demokratiska oppositionen i Belarus           | Belarus              | "Under ledning av några modiga kvinnor och andra medborgaraktivister och politiker har samordningsrådet enat belarusierna i deras kamp för demokrati i Europas sista diktatur." | [ 51 ] [ d ] |
| 2021 | Aleksej Navalnyj år 2012 | Aleksej Navalnyj                              | Ryssland             | "Aleksej Navalnyj är en rysk oppositionsledare, jurist och antikorruptionsaktivist, som har blivit känd för att ha organiserat regeringsfientliga demonstrationer och etablerat sig som den starkaste oppositionskandidaten till det styrande partiet i Ryssland." | [ 52 ]       |
| 2022 | Representanter för Ukraina | Det ukrainska folket                          | Ukraina              | "Sedan den 24 februari 2022 har det ukrainska folket modigt gjort motstånd mot Rysslands oprovocerade och olagliga anfallskrig." | [ 53 ]       |
| 2023 | | Mahsa Amini                                   | Iran                 | "Årets Sacharovpris för tankefrihet, som tilldelades Jina Masha Amini och rörelsen Kvinna, liv, frihet, är en hyllning till alla modiga och trotsiga kvinnor, män och ungdomar i Iran, som trots att de utsätts för allt större påtryckningar fortsätter att kämpa för sina rättigheter och driva på för förändring. Europaparlamentet hör er och stöder er. Ni är inte ensamma" | [ 54 ]       |
| 2023 | A sign with the slogan on it in Central and Northern Kurdish as well as English | proteströrelsen Kvinna, liv, frihet           | Iran                 | "Årets Sacharovpris för tankefrihet, som tilldelades Jina Masha Amini och rörelsen Kvinna, liv, frihet, är en hyllning till alla modiga och trotsiga kvinnor, män och ungdomar i Iran, som trots att de utsätts för allt större påtryckningar fortsätter att kämpa för sina rättigheter och driva på för förändring. Europaparlamentet hör er och stöder er. Ni är inte ensamma" | [ 54 ]       |

### Tabellanteckningar
1. ↑  Pristagarna var förespråkare för den arabiska våren.
2. ↑  Badawi grundade och drev två nätforum för diskussioner om religion och politik i det konservativa landet: Saudi Liberals och Free Saudi Liberals.
3. ↑  Medlemmar av landets nationalförsamling och alla politiska fångar enligt listan av Foro Penal Venezolano, representerade av Leopoldo López, Julio Borges, Antonio Ledezma, Yon Goicoechea, Lorent Saleh, och Andrea González.
4. ↑  En av dem är Svjatlana Tsichanoŭskaja, den mänskliga rättighetsaktivisten och politiker som deltog i Presidentvalet i Belarus 2020 som den främsta oppositionskandidaten.